# Pasquale Biondi
Pasquale Biondi (17. század) olasz író
Sokat tartózkodott Magyarországon, s jelen volt Buda 1686-os ostrománál, amelyről egy naplót írt s adott ki Velencében:
Diario delle correnti guerre d'Ungheria 1686. principiando dal primo decembre sino all expugnatione della real citta di Buda. Venetia, 1686